# Jessica Tandy/Filmografie

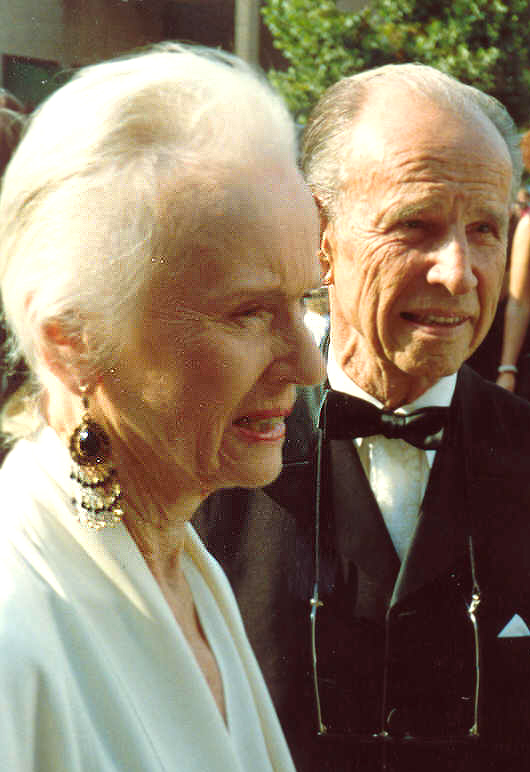
Jessica Tandy gemeinsam mit Ehemann Hume Cronyn, 1988

Jessica Tandys Filmografie nennt die Filme, in denen die britische Filmschauspielerin Jessica Tandy mitgewirkt hat. Tandy spielte seit den 1930er Jahren bis kurz vor ihrem Tod mit 85 Jahren im Jahr 1994 in zahlreichen Filmen als Darstellerin mit.
Sie hatte ihr Filmdebüt in dem Film The Indiscretions of Eve von Cecil Lewis im Jahr 1932, wo sie ein Hausmädchen spielte. 1944 spielte sie in dem Film Das siebte Kreuz nach dem Roman von Anna Seghers. In den 1950er Jahren war sie eine bekannte Serienschauspielerin in den Vereinigten Staaten, die in zahlreichen Sendungen auftrat. Wichtige Rollen in Kinofilmen waren unter anderem die der Lydia Brenner in Alfred Hitchcocks Die Vögel und die der Miss Daisy in Bruce Beresfords Miss Daisy und ihr Chauffeur, für die sie 1990 einen Oscar als die bis heute älteste Darstellerin in der Kategorie beste Hauptdarstellerin gewann, sowie die der Ninny Threadgoode in Grüne Tomaten 1991. In zahlreichen Filmen spielte sie gemeinsam mit ihrem Ehemann Hume Cronyn, unter anderem in Cocoon und Das Wunder in der 8. Straße.

## Erklärung
- Jahr: Nennt das Jahr, in dem der Film erstmals erschienen ist.
- Deutscher Titel: Nennt den deutschen Titel des Films. Manche Filme sind nie in Deutschland erschienen.
- Originaltitel: Nennt den Originaltitel des Films.
- Regisseur: Nennt den Regisseur des Films.
- Genre: Nennt das Genre des Films (bsp. Abenteuerfilm, Science-Fiction, Horrorfilm, Komödie oder Drama).
- Min.: Nennt die ursprüngliche Länge des Films in der Kinofassung in Minuten. Manche Filme wurden später gekürzt, teilweise auch nur für deutschen Filmverleih. Kinofilme haben 24 Vollbilder pro Sekunde. Im Fernsehen oder auf DVD werden Filme im Phase-Alternating-Line-System (PAL) mit 25 Vollbildern pro Sekunde gezeigt, siehe PAL-Beschleunigung. Dadurch ist die Laufzeit der Filme im Kino um vier Prozent länger als im Fernsehen, was bei einer Kinolaufzeit von 100 Minuten eine Lauflänge von 96 Minuten im Fernsehen bedeutet.
- Credit: Nennt, ob Jessica Tandy im Film im Vor- und/oder Abspann genannt wird (Ja), oder nicht (Nein).
- Rolle: Beschreibt die Rolle Jessica Tandys in groben Zügen. Unter Anmerkung stehen weitere Informationen zum Film.

## Filme
Die Liste der Filme enthält alle Kinofilme, bei denen Jessica Tandy eine Rolle gespielt hat, sowie eine Auswahl von Fernsehserien mit ihrer Beteiligung.
| Inhaltsverzeichnis | 1930er | 1940er | 1950er | 1960er | 1970er | 1980er | 1990er |

| Jahr | Deutscher Titel                                | Originaltitel                                           | Regisseur            | Genre                                             | Min.  | Credit | Rolle |
| ---- | ---------------------------------------------- | ------------------------------------------------------- | -------------------- | ------------------------------------------------- | ----- | ------ | --- |
|      |                                                |                                                         |                      | 1930er                                            |       |        | |
| 1932 | –                                              | The Indiscretions of Eve                                | Cecil Lewis          | Komödie                                           | 63    | Ja     | Hausmädchen |
| 1938 | –                                              | Murder in the Family                                    | Albert Parker        | Krimi                                             | 75    | Ja     | Ann Osborne |
| 1938 | –                                              | Glorious Morning                                        | Claude Guerney       | Fernsehfilm                                       | 80    | Ja     | |
| 1939 | –                                              | Fiat Justitia                                           | n. a.                | Fernsehfilm                                       | 50    | Ja     | |
| 1939 | –                                              | Fox in the Morning                                      | Lionel Browny        | Fernsehfilm                                       | 80    | Ja     | |
|      |                                                |                                                         |                      | 1940er                                            |       |        | |
| 1944 | Das siebte Kreuz                               | The Seventh Cross                                       | Fred Zinnemann       | Drama                                             | 110   | Ja     | Liesl Roeder |
| 1944 | –                                              | Blonde Fever                                            | Richard Whorf        | Drama                                             | 69    | Nein   | |
| 1945 | Die Entscheidung                               | The Valley of Decision                                  | Tay Garnett          | Drama                                             | 119   | Ja     | |
| 1946 | Das Vermächtnis                                | The Green Years                                         | Victor Saville       | Drama                                             | 120   | Ja     | |
| 1946 | Weißer Oleander                                | Dragonwyck                                              | Joseph L. Mankiewicz | Drama, Thriller, Mystery                          | 103   | Ja     | |
| 1947 | Amber, die große Kurtisane                     | Forever Amber                                           | Otto Preminger       | Drama, Historienfilm                              | 122   | Ja     | |
| 1948 | Qualen der Liebe                               | A Woman’s Vengeance                                     | Zoltan Korda         | Drama, Mystery                                    | 96    | Ja     | |
| 1948 | –                                              | Actor’s Studio: Portrait of a Madonna                   | Ralph Warren         | Fernsehserie: Staffel 1, Folge 1                  | 30    | Ja     | Nach einer Kurzgeschichte von Tennessee Williams; Miss Lucretia Collins |
|      |                                                |                                                         |                      | 1950er                                            |       |        | |
| 1950 | –                                              | Masterpiece Playhouse: Hedda Gabler                     | William Corrigan     | Fernsehserie: Staffel 1, Folge 1                  | 60    | Ja     | Hedda Gabler |
| 1950 | Liebesrausch auf Capri                         | September Affair                                        | William Dieterle     | Drama                                             | 105   | Ja     | |
| 1951 | –                                              | Lights Out: Bird of Time                                | A. J. Russell        | Fernsehserie: Staffel 3, Folge 20                 | 30    | Ja     | |
| 1951 | –                                              | Somerset Maugham TV Theatre: The Man from Glasgow       | n. a.                | Drama; Fernsehserie: Staffel 1, Folge 13          | 30    | Ja     | |
| 1951 | –                                              | The Prudential Family Playhouse: Icebound               | n. a.                | Drama; Fernsehserie: Staffel 1, Folge 9           | 60    | Ja     | Jane Crosby |
| 1951 | Rommel, der Wüstenfuchs                        | The Desert Fox: The Story of Rommel                     | Henry Hathaway       | Drama, Kriegsfilm                                 | 88    | Ja     | Lucie Marie Rommel, die Ehefrau des Generalfeldmarschalls Erwin Rommel. |
| 1956 | –                                              | Studio One: Hangman’s House                             | Paul Nickell         | Drama; Fernsehserie: Staffel 3, Folge 30          | 60    | Ja     | |
| 1953 | –                                              | Omnibus: Glory in the Flower                            | n. a.                | Drama, Musik: Staffel 3, Folge 1                  | 55    | Ja     | |
| 1954 | –                                              | The Marriage                                            | n. a.                | Komödie; Fernsehserie, 8 Folgen                   | 30    | Ja     | Liz Marriott, Ehefrau und Mutter |
| 1955 | –                                              | Producers’ Showcase: The Fourposter                     | Clark Jones          | Fernsehserie: Staffel 1, Folge 11                 | 30    | Ja     | |
| 1955 | –                                              | Omnibus: Advice to Bathers                              | n. a.                | Drama, Musik; Fernsehserie: Staffel 4, Folge 4    | 55    | Ja     | |
| 1955 | –                                              | The Philco Television Playhouse: Christmas 'til Closing | n. a.                | Drama; Fernsehserie: Staffel 8, Folge 8           | 60    | Ja     | |
| 1956 | –                                              | The United States Steel Hour: The Great Adventure       | n. a.                | Komödie, Drama; Fernsehserie: Staffel 3, Folge 15 | 60    | Ja     | |
| 1956 | –                                              | Star Stage: The School Mistress                         | n. a.                | Drama; Fernsehserie: Staffel 1, Folge 24          | 30    | Ja     | |
| 1956 | –                                              | The Alcoa Hour: The Confidence Man                      | n. a.                | Drama; Fernsehserie: Staffel 1, Folge 16          | 60    | Ja     | |
| 1956 | –                                              | General Electric Theater: The Pot of Gold               | n. a.                | Drama; Fernsehserie: Staffel 5, Folge 3           | 30    | Ja     | |
| 1956 | –                                              | Goodyear Television Playhouse: A Murder Is Announced    | Paul Stanley         | Krimi; Fernsehserie: Staffel 6, Folge 5           | 60    | Ja     | Leticia Blacklock, Besitzerin von Little Paddocks; Verfilmung der Geschichte Ein Mord wird angekündigt von Agatha Christie |
| 1956 | –                                              | Schlitz Playhouse of Stars: Clothes Make the Man        | n. a.                | Komödie; Fernsehserie: Staffel 6, Folge 28        | 30    | Ja     | |
| 1956 | Alfred Hitchcock präsentiert: Toby             | Alfred Hitchcock Presents: Toby                         | Robert Stevens       | Krimi; Fernsehserie: Staffel 2, Folge 6           | 25    | Ja     | |
| 1957 | –                                              | Studio One: The Five Dollar Bill                        | Robert Mulligan      | Drama; Fernsehserie: Staffel 9, Folge 15          | 60    | Ja     | |
| 1957 | –                                              | Studio 57: Little Miss Bedford                          | n. a.                | Drama; Fernsehserie: Staffel 3, Folge 33          | 30    | Ja     | |
| 1957 | –                                              | Suspicion: Murder Me Gently                             | Don Medford          | Drama; Fernsehserie: Staffel 1, Folge 2           | 60    | Ja     | |
| 1957 | Alfred Hitchcock präsentiert: Das Glasauge     | Alfred Hitchcock Presents: The Glass Eye                | Robert Stevens       | Krimi; Fernsehserie: Staffel 3, Folge 1           | 30    | Ja     | |
| 1958 | –                                              | Telephone Time: War Against War                         | Don Taylor           | Drama; Fernsehserie: Staffel 3, Folge 26          | 30    | Ja     | |
| 1958 | –                                              | Schlitz Playhouse of Stars: Long Distance               | n. a.                | Komödie; Fernsehserie: Staffel 7, Folge 36        | 30    | Ja     | |
| 1958 | –                                              | Telephone Time: Long Distance                           | John Brahm           | Drama; Fernsehserie: Staffel 7, Folge 36          | 30    | Ja     | |
| 1958 | Alfred Hitchcock präsentiert: The Canary Sedan | Alfred Hitchcock Presents: The Canary Sedan             | Robert Stevens       | Krimi; Fernsehserie: Staffel 3, Folge 37          | 30    | Ja     | |
| 1958 | Das Herz eines Indianers                       | The Light in the Forest                                 | Herschel Daugherty   | Abenteuer, Drama                                  | 83    | Ja     | |
| 1958 | –                                              | The Christmas Tree                                      | Kirk Browning        | Drama, Fernsehfilm                                | n. a. | Ja     | |
| 1959 | –                                              | The DuPont Show of the Month: The Fallen Idol           | Silvio Narizzano     | Komödie; Fernsehserie: Staffel 3, Folge 2         | 90    | Ja     | |
| 1959 | –                                              | The Moon and Sixpence                                   | Robert Mulligan      | Drama; Fernsehfilm                                | n. a. | Ja     | |
|      |                                                |                                                         |                      | 1960er                                            |       |        | |
| 1962 | Hemingways Abenteuer eines jungen Mannes       | Hemingway’s Adventures of a Young Man                   | Martin Ritt          | Abenteuer, Drama                                  | 145   | Ja     | |
| 1963 | Die Vögel                                      | The Birds                                               | Alfred Hitchcock     | Horror                                            | 115   | Ja     | Lydia Brenner, Mutter von Mitch und Cathy Brenner; Lydia hat Angst, ihren Sohn an Melanie Daniels zu verlieren. |
| 1968 | –                                              | Judd for the Defense: Punishments, Cruel and Unusual    | Lamont Johnson       | Krimi; Fernsehserie: Staffel 2, Folge 10          | 60    | Ja     | |
|      |                                                |                                                         |                      | 1970er                                            |       |        | |
| 1972 | –                                              | Norman Corwin Presents: A Foreign Field                 | Lela Swift           | Fernsehserie: Staffel 1, Folge 7                  | 30    | Ja     | |
| 1972 | –                                              | O’Hara, U.S. Treasury: Operation: Dorias                | Lawrence Dobkin      | Drama; Fernsehserie: Staffel 1, Folge 18          | 60    | Ja     | |
| 1972 | –                                              | FBI: The Set-Up                                         | Seymour Robbie       | Krimi; Fernsehserie: Staffel 7, Folge 21          | 60    | Ja     | |
| 1974 | –                                              | Butley                                                  | Harold Pinter        | Drama                                             | 129   | Ja     | |
|      |                                                |                                                         |                      | 1980er                                            |       |        | |
| 1981 | –                                              | The Gin Game                                            | Terry Hughes         | Drama; Fernsehfilm                                | 111   | Ja     | |
| 1981 | Da steht der ganze Freeway kopf                | Honky Tonk Freeway                                      | John Schlesinger     | Action, Komödie                                   | 92    | Ja     | |
| 1982 | Garp und wie er die Welt sah                   | The World According to Garp                             | George Roy Hill      | Drama, Komödie                                    | 136   | Ja     | Mrs. Fields, die Großmutter von T. S. Garp. |
| 1982 | Zwei dicke Freunde                             | Best Friends                                            | Norman Jewison       | Komödie                                           | 136   | Ja     | |
| 1982 | In der Stille der Nacht                        | Still of the Night                                      | Robert Benton        | Thriller                                          | 93    | Ja     | |
| 1982 | Die Damen aus Boston                           | The Bostonians                                          | James Ivory          | Drama, Historienfilm                              | 122   | Ja     | |
| 1985 | Cocoon                                         | Cocoon                                                  | Ron Howard           | Science-Fiction, Drama                            | 122   | Ja     | Alma Finley, Bewohnerin eines Altenheims und Ehefrau von Joseph Finley; Gemeinsam mit anderen Heimbewohnern entdecken sie den Swimmingpool der Außerirdischen, der sie dank der darin liegenden Kokons und der Lebenskraft der Außerirdischen verjüngt.                                                                                             |
| 1985 | Das Haus in der Carroll Street                 | The House on Carroll Street                             | Peter Yates          | Thriller                                          | 97    | Ja     | |
| 1987 | Das Wunder in der 8. Straße                    | *batteries not included                                 | Matthew Robbins      | Science-Fiction, Drama                            | 102   | Ja     | Faye Riley; Gemeinsam mit ihrem Ehemann Frank Riley lebt sie in einem vom Abriss bedrohten Haus in New York und wehrt sich mit den anderen Bewohnern gegen den Verkauf, bis sie Hilfe von kleinen fliegenden Untertassen bekommen. |
| 1988 | Cocoon II – Die Rückkehr                       | Cocoon: The Return                                      | Daniel Petrie        | Science-Fiction, Drama                            | 112   | Ja     | Alma Finley, Ehefrau von Joseph Finley; Gemeinsam mit den anderen Senioren kehrt sie auf die Erde zurück und bekommt eine Anstellung als Kinderbetreuerin. Sie wird von einem Auto angefahren und verletzt, als sie ein Kind rettet, und wird von ihrem Mann geheilt, der dabei stirbt. Er rät ihr, auf der Erde zu bleiben und den Job anzunehmen. |
| 1989 | Miss Daisy und ihr Chauffeur                   | Driving Miss Daisy                                      | Bruce Beresford      | Tragikomödie                                      | 99    | Ja     | Miss Daisy Werthan, eine jüdische Dame; Der schwarze Hoke Colburn wird nach einem Unfall gegen den Willen von Miss Daisy von ihrem Sohn als ihr Chauffeur eingestellt, und nach einer anfänglichen Abneigung entwickeln beide eine Freundschaft. |
|      |                                                |                                                         |                      | 1990er                                            |       |        | |
| 1993 | –                                              | The Story Lady                                          | Larry Elikann        | Drama, Fernsehfilm                                | 94    | Ja     | Grace McQueen, Großmutter und Vorleserin; Grace McQueen liest ihren Enkeln Geschichten vor und wird von einem Fernsehsender als Vorleserin entdeckt. |
| 1991 | Grüne Tomaten                                  | Fried Green Tomatoes (at the Whistle Stop Cafe)         | Jon Avnet            | Tragikomödie                                      | 130   | Ja     | Ninny Threadgoode, Bewohnerin eines Altenheims; sie freundet sich mit Evelyn Couch an und erzählt ihr die Lebensgeschichte der Idgie Threadgoode in den 1920er und 1930er Jahren in einem kleinen Ort in Alabama. |
| 1992 | Die Herbstzeitlosen (1992)                     | Used People                                             | Beeban Kidron        | Tragikomödie                                      | 90    | Ja     | Freida Berman, Mutter der Pearl Berman und Großmutter in der Großfamilie |
| 1993 | Tanz mit dem weißen Hund                       | To Dance with the White Dog                             | Glenn Jordan         | Drama, Fernsehfilm                                | 100   | Ja     | Cora Peek, verstorbene Ehefrau von Sam Peek |
| 1994 | Camilla                                        | Camilla                                                 | Robert Benton        | Tragikomödie                                      | 105   | Ja     | Camilla Cara |
| 1994 | Nobody’s Fool – Auf Dauer unwiderstehlich      | Nobody’s Fool                                           | Deepa Mehta          | Drama                                             | 95    | Ja     | Miss Beryl, ehemalige Lehrerin und Vermieterin der Wohnung von Donald Sullivan. |